# De Poorter
De Poorter is een Vlaamse en Nederlandse achternaam. De naam is afkomstig van het begrip "poorter", een stedeling, een burger met poortersrechten. De naam komt hoofdzakelijk voor in Vlaanderen, vooral in Oost-Vlaanderen, net als de variant De Poortere, terwijl de varianten zonder spatie (Depoorter en Depoortere) meer westelijk in West-Vlaanderen geconcentreerd zijn. In Nederland komt de naam het meest in het zuiden voor, vooral in Zeeuws-Vlaanderen.

## Bekende naamdragers
- Alfons De Poorter (1871-1939), Belgisch priester en historicus
- Jo De Poorter (1966), Belgisch presentator, mediatrainer, journalist en auteur
- Johannes Hendricus Hubertus de Poorter (1804-1870), Nederlands politicus
- Koen De Poorter (1977), Belgisch programmamaker en komiek
- Willem de Poorter (1608-na 1648), Nederlands kunstschilder

## Fictief figuur
- Britt De Poorter, personage uit de Vlaamse ziekenhuisserie Spoed